# Theodechildis
Filha de Clóvis I e Santa Clotilde, nasceu por volta de 501 e faleceu em 576. Uma carta datada de 4 de outubro de 499, aproximadamente, classificada como apócrifa, de "Clodoveus rex Francorum", pretende ser escrita quando "Filia mea [...] Theodechildis" se tornou freira. O editor da série Monumenta Germaniae Scriptores admite que a carta refere-se a filha de Teodorico I. Uma outra carta, também classificada como apócrifa, em nome de "Theodechildis Filia Chlodoveo" pretende gravar uma doação ao Mosteiro de São Pedro em Sens, datada de setembro de 569. Ela fundou o Mosteiro de Mauriac, em Auverne.

## Descendência
- com ?, provavelmente um rei, sem descendência.